# Liste der Monuments historiques in Igney (Vosges)
Die Liste der Monuments historiques in Igney führt die Monuments historiques in der französischen Gemeinde Igney auf.

## Liste der Immobilien
| Bezeichnung                    | Beschreibung                                                     | Standort            | Kennzeichnung | Schutzstatus | Datum | Bild |
| ------------------------------ | ---------------------------------------------------------------- | ------------------- | ------------- | ------------ | ----- | ---- |
| Kirche St-Benoît-et-Notre-Dame | ehemals St-Nicolas; im Chorraum Wandgemälde des 13. Jahrhunderts | Rue d’Alsace (Lage) | PA00107187    | Classé       | 1905  |      |

## Liste der Objekte
| Bezeichnung                | Beschreibung                           | Standort                                     | Kennzeichnung | Schutzstatus | Datum | Bild |
| -------------------------- | -------------------------------------- | -------------------------------------------- | ------------- | ------------ | ----- | ---- |
| Orgel                      | Ensemble aus PM88001140 und PM88001141 | in der Kirche St-Benoît-et-Notre-Dame (Lage) | PM88001139    | Classé       | 1998  |      |
| Orgelprospekt              | 1841 von Antoine Grossir gebaut        | in der Kirche St-Benoît-et-Notre-Dame (Lage) | PM88001141    | Classé       | 1998  |      |
| Instrumentalteil der Orgel | 1841 von Antoine Grossir gebaut        | in der Kirche St-Benoît-et-Notre-Dame (Lage) | PM88001140    | Classé       | 1998  |      |
| Glocke                     | Bronze, 1501 gegossen                  | in der Kirche St-Benoît-et-Notre-Dame (Lage) | PM88000467    | Classé       | 1912  |      |
| Wandgemälde Evangelisten   | aus dem 13. Jahrhundert                | in der Kirche St-Benoît-et-Notre-Dame (Lage) | PM88000466    | Classé       | 1905  |      |